# علي بن أبي تراب بن فيروز
هو علي بن أبي تراب بن فيروز الزنكوبي أبو الحسن الخياط المقرئ، ولد سنة 474 هـ/ 1082م، وهو من ساكني محلة الظفرية في بغداد. وكان محدثاً من رواة الحديث عند أهل السنة والجماعة، ولقد روى عن أبا الفضل محمد بن عبد السلام.
قال ابن السمعاني: كتب لي جزءا عن شيوخهِ، وقرأتهُ عليهِ وولد سنة أربع وسبعين وأربعمائة.

## وفاته
مات يوم الثلاثاء الثاني من ربيع الأول سنة 551 هـ، الموافق 25 نيسان 1156م، وصلى عليهِ صلاة الجنازة يوم الأربعاء ودفن في المقبرة الوردية في بغداد.